# Успенське (Острогозький район)
Успенське (рос. Успенское) — село у Острогозькому районі Воронезької області Російської Федерації.
Населення становить 257  осіб. Входить до складу муніципального утворення Коротоякське сільське поселення.

## Історія
Населений пункт розташований у межах суцільної української етнічної території, частини Східної Слобожанщини. До Перших визвольних змагань належав до Воронезької губернії.
Згідно із законом від 15 жовтня 2004 року входить до складу муніципального утворення Коротоякське сільське поселення.

## Населення
| 2000 | 2005 | 2010 |
| ---- | ---- | ---- |
| 376  | ↘306 | ↘257 |